# Louis René Quentin de Richebourg de Champcenetz
Louis René Quentin de Richebourg, « chevalier de Champcenetz », né le 11 février 1760 à Paris où il a été guillotiné le 23 juillet 1794, est un journaliste français.

## Biographie
Fils du gouverneur du Louvre et neveu du gouverneur des Tuileries, lui-même servait comme officier aux gardes-françaises, mais tout en s’occupant beaucoup plus de ses plaisirs que de ses devoirs militaires. Homme à la mode, faiseur de chansons, de bons mots, de petits vers, il faisait partie d’une société de jeunes gens qui se cotisaient d’esprit pour jeter le ridicule sur tout ce qui occupait l’attention publique, et il était cité dans le monde pour son esprit et son élégance. Ses couplets satiriques, d’une légèreté de principes recouverte par l’élégance et les formes de l’esprit, étaient aussi réputés que leur auteur. Ses chansons portent la marque de ses mœurs fort libres.
Son premier petit écrit, l’un des plus gros, resté presque célèbre, à cause de son titre, Petit Traité de l’amour des femmes pour les sots, dédié « à Mad… P », raille le mariage de son père avec la baronne de Nieukerque, intrigante célèbre par sa beauté. Brouillé avec son père pour ces vers très piquants contre sa belle-mère, il a été arrêté par lettre de cachet et enfermé, sur la demande de celui-ci. Du fond de sa prison, il en a fait de plus piquants encore, qu’il a trouvé plaisant de lui adresser, et qui se terminaient par ces quatre vers passés à la postérité :
Vieux parents, en vain vous prêchez :

Vous êtes d’ennuyeux apôtres :

Vous nous fites pour vos péchés,

Et vous vivez trop pour les nôtres.
Le traitement auquel il était soumis excusant cette imprudence peu morale, elle a fait rire le ministre qui, en conséquence, l’a relaxé. Les épigrammes qu’il ne ménageait pas à autrui lui ont également attiré des représailles. Ainsi Rulhière a écrit :
Être haï, mais sans se faire craindre,

Être puni, mais sans se faire plaindre,

Est un fort sot calcul : Champcenetz s’est mépris :

En recherchant la haine, il trouve le mépris.
Officier aux gardes-françaises, au début de la Révolution, occupant un logement aux Tuileries jusqu’à l’installation du roi à Paris, en octobre 1789, il a préféré quitter le service, à la dissolution de son régiment, plutôt que de suivre ses compagnons qui, pour la plupart, se sont enrôlés dans la garde nationale soldée de la municipalité de Paris. Lié intimement avec Rivarol, antérieurement à cette époque, il était sorti de cette collaboration le petit Almanach des grands hommes (1788, in-12), satire sous forme d'éloge des écrivains éphémères et sans talent, dont l’idée originale lui appartient tout entière. Rangé parmi les adversaires les plus déclarés de la Révolution et de ses principes, il a changé, en 1789, de matière, pour s’attacher à la politique, et fronder la Révolution comme il avait frondé l’Ancien Régime, avec l’arme du ridicule et toute la fécondité de sa verve mordante, à laquelle la gravité croissante des événements ne pouvait en imposer. Maniant la plume avec la même audace que l’épée, il n’a cessé de plaisanter, dans le Journal de la cour et de la ville, la Feuille du jour, la Chronique scandaleuse, des ridicules de la Révolution. Il a surtout activement collaboré, avec Rivarol, Suleau, Jean-Gabriel Peltier, Bergasse, Mirabeau-Tonneau, aux Actes des Apôtres, pamphlet politique, en vers et en prose accompagné de caricatures, paru de novembre 1789 – l’an zéro de la liberté, proclame le titre – à 1792, qui prenait pour cible l’Assemblée nationale et Lafayette. On y trouve des détails piquants et des anecdotes assez curieuses.
Outre ses articles, il a publié divers écrits de circonstance, dont : Parodie du Songe d’Athalie (1787, in-8°) ; les Gobe-Mouches au Palais-Royal (1788, in-8°) où il fait son portrait sous le nom du Gobe-Mouches sans-souci ; Petit traité de l’amour des femmes pour les sots (1788, in-8°) ; Réponse aux lettres (de Mme de Staël) sur le caractère et les œuvres de J.-J. Rousseau, bagatelle que vingt libraires ont refusé de faire imprimer (Genève [Paris], 1789, in-8°). Deux ans plus tard, ils ont réitéré, avec un autre Petit dictionnaire des grands hommes de la Révolution, par un citoyen actif, ci-devant rien, dédié « à la baronne de Staël, ambassadrice de Suède auprès de la Nation ». Il a également été l’un des acteurs de la campagne de calomnies dont a été victime Théroigne de Méricourt. Dans Quatrevingt-treize, Victor Hugo écrit que « Champcenetz était arrêté pour s’être écrié en plein Palais-Royal : « À quand la révolution de Turquie ? Je voudrais voir la république à la Porte. »»
Ayant réussi à sortir de Paris, après la journée du 10 août 1792, qui a consommé la chute de la monarchie constitutionnelle et marqué le début de la première Terreur, il s’est réfugié dans une ville voisine, il a passé les années 92 et 93 sans être inquiété, jusqu’à ce qu’une imprudence le fasse arrêter, juger et exécuter. Son ami et collègue du Journal de la cour et de la ville, Journiac de Saint-Méard, rescapé des massacres de l’Abbaye et qui avait su se faire quelques protections influentes, lui ayant obtenu un certificat de civisme, il a eu l’imprudence de revenir à Paris. Lié, vers la fin de 1792, avec le girondin Vergniaud, dont il aimait la personne et admirait le talent, jusqu’à la proscription des Girondins, il s’est obstiné, après cela, à demeurer à Paris, malgré les conseils de ses amis qui ne cessaient de le presser de s’éloigner. À Saint-Méard qui était allé le voir et lui reprocher son imprudence, il a répliqué : « Voilà les seuls amis qui me restent », en montrant ses livres, « je ne peux me résoudre à les abandonner ». Sa bibliothèque, son insouciance naturelle, l’espoir de n’être pas aperçu des tyrans, l’ayant emporté sur tous les efforts de ses amis, il était agréablement logé rue du Mail, dans une maison appartenant à Juliette Récamier, et ne sortait plus de son cabinet, lorsque le 13 novembre, au moment où il s’y attendait le moins, à quatre heures du matin, le comité révolutionnaire de la section du Mail s’est rendue chez lui, et l’a constitué prisonnier. À peine éveillé, affectant de prendre gaiement la chose, il leur dit : « Citoyens, je ne suis pas dans l’habitude de monter ma garde en personne ; j’ai un très bon remplaçant, voudriez-vous me permettre de le faire appeler ? ». Incarcéré à la prison des Carmes, il y était détenu depuis huit mois et onze jours, lorsqu’il a été dénoncé par les espions des comités et du tribunal révolutionnaire, comme complice de la conspiration des Carmes, accusés d’avoir formé le projet de s’évader. Transféré à la Conciergerie, aussitôt traduit au tribunal révolutionnaire, il a été condamné à mort, le 5 thermidor an II. Après avoir entendu sa condamnation, il a répété au tribunal la plaisanterie de son arrestation, en demandant à Fouquier-Tinville : « En est-il de ceci comme du service de la garde nationale, peut-on se faire remplacer ? »